# بخش شاوور
بخش شاوور، یکی از بخش‌های شهرستان کرخه در استان خوزستان ایران است. مرکز این بخش، شهر شاوور است.
اولین بخشدار بخش شاوور شهرستان کرخه، مهندس سیدمحمداحمدی از نیروهای جوان و بومی و تحصیلکرده شهرستان‌های شوش و کرخه است...

## آداب و رسوم
- عید فطر

براساس یک سنت دیرینه مردم خوزستان عید را در کنار اعضای خانواده، دوستان و دیگر مسلمانان با شکرگزاری به درگاه خداوند سپری کرده یا پس از بازگشت از نماز عید فطر افراد کوچک‌تر به خانه بزرگ‌ترهای خود می‌روند تا عید را به یکدیگر تبریک بگویند. این بازدیدها در محله‌ها به صورت دسته جمعی صورت می‌گیرد.
در سال ۱۳۹۰ نیز بحث افزایش عید در خوزستان مطرح بود. در خوزستان، روز عید فطر، از اهمیت و جایگاه بسیار بالاتری در فرهنگ عمومی برخوردار است؛ بدین معنا که گرامی‌داشت عید فطر، با هنجارها، رفتارها، رسم‌ها و آداب و سنن بسیاری همراه است. مجموعه این آیین‌ها از حدود یک هفته (کمتر یا بیشتر) پیش از فرارسیدن روز عید فطر آغاز و تا حداقل یک هفته پس از روز عید فطر ادامه می‌یابد.
در این مناطق، عید فطر، مانند عید نوروز در یک بازه زمانی چند روزه گرامی داشته می‌شود. برای ملموس تر شدن این موضوع می‌توان این مثال را مطرح کرد که آیا می‌توان عید نوروز را تنها در یک روز محدود کرد؟ این عید با آداب و رفتار و مراسم و سنن بسیاری همراه است که عمل به آن‌ها به‌طور حتم بیش از یک روز تعطیلی می‌طلبد.
دربارهٔ عید فطر نیز وضعیت همین گونه است؛ یعنی برخلاف پایتخت و مناطق مرکزی ایران که روز عید فطر هیچ تفاوتی با دیگر روزها ندارد در برخی مناطق، گرامی‌داشت عید فطر با آداب و سننی به حجم عید نوروز همراه می‌شود.
در بخش مهمی از مناطق ایران، مردم، قبل از رسیدن عید فطر، لباس نو می‌خرند، خانه تکانی می‌کنند و با خرید شیرینی و دیگر وسایل پذیرایی، برای استقبال از مهمانان عید آماده می‌شوند. روند عیددیدنی شامل همه اعضای یک خانواده بزرگ یا فامیل مستقر در مناطق و شهرهای مختلف می‌شود. این عیددیدنی‌ها به‌طورمعمول تا یک هفته طول می‌کشد و سفره‌های آجیل و شیرینی و شربت نیز در این مدت، به عنوان یک رسم پهن هستند.
عرب‌های خوزستان روز دوم پیش از عید را «ام‌الوسخ» و یک روز مانده به عید را «ام‌الحلس» می‌نامند. ام‌الوسخ به معنای روز «چرکین» می‌باشد. در این روز مردم عرب به نظافت خانه‌های خود می‌پردازند، اجناس جدید برای منزل خرید می‌کنند و خانه را برای فرارسیدن عید و اکرام مهمان تمیز و آماده می‌کنند. روز بعد از ام‌الوسخ را ام‌الحلس می‌نامند. ام‌الحلس نیز که نامی محلی و قدیمی می‌باشد به معنای روز نظافت و رسیدگی شخصی که در آن جوانان به ظاهر خود رسیدگی می‌کنند. البته واژه حلس دیگر کمتر به کار برده می‌شود و می‌توان گفت ام‌الحلس متضاد و نقطه مقابل ام‌الوسخ است. عرب‌های خوزستان برای خرید عید در روزهای پایانی ماه مبارک روانه بازار شده و از کوچک تا بزرگ آن‌ها لباس‌های جدید و نو می‌خرند.
- گرگیعان

گرگیعان از آداب بسیار کهن است که هر ساله در ۱۵ رمضان در اهواز اجرا می‌شود. در این شب کودکان عرب با پوشیدن لباس‌های عربی به خیابان‌ها آمده و کیسه‌های کوچکی را که از قبل تهیه کرده‌اند به گردن می‌آویزند و با سردادن سرودهای فولکوریک این شب، به درب منازل همسایگان رفته و از آنان تقاضای عیدی و شیرینی می‌کنند. از معروف‌ترین سرودهای این شب، ماجینه یا ماجینه حل الکیس و انطینه است؛ که معنای فارسی آن، ما آمدیم ما آمدیم، کیسه را بگشا و در آن برای ما هدیه‌ای بگذار، است.
- قهوه خوری و دله قهوه

مردم عرب شاوور همچون دیگر مردم کشور ایران فرهنگ خاص خود را دارند. مراسم قهوه خوری جز آثار ثبت ملی در ایران است. دله قهوه یکی از اشیاء و ابزارهای فرهنگی مردم عرب است که در مراسم‌های رسمی چه در کشورهای همسایه در مراسم بین‌المللی و حتی در برگزاری‌های هیئت دولت در خوزستان، و بازدیدشان از مردم عرب ایران، همواره از این وسیله در پذیرایی‌ها به عنوان نماد فرهنگی استفاده شده‌است. این نماد را در کشورهای همسایه و همچنین در اهواز و آبادان به صورت نمادی در ابعاد بزرگتر در میدان شهر نصب شده وجود دارد. در واقع مردم عرب برای نوشیدن قهوه مراسم و قوانین خاصی دارند و با اعتقاد و باورهایی که دارند آن را انجام می‌دهند. برای تهیه آن ابتدا قهوه را با وسیله‌ای دو شاخه به نام مهماس که شبیه منقاش است در ظرفی ریخته و تفت می‌دهند و آنگاه آن را در هاون آسیاب کرده و برای مراسم آماده می‌کنند، پس از آن در ظرفی بزرگ به نام «گم گم» یا «قم قم» که در خوزستان قاف به گاف تلفظ می‌شود، گمگم که چیزی شبیه گلاب پاشهای قدیمی و از جنس ورشو (مفرغ) است، در آن آب ریخته و پس از جوش آمدن، قهوه آسیاب شده را اضافه کرده و از هل هم برای خوش‌بو شدن آن استفاده می‌کنند.

هنگامی که قهوه آماده سرو باشد آن را در ظرف کوچکتری به نام «دله» که شبیه همان «گم گم» است ریخته و سپس این مراسم آئینی شیوه خاص فرد توزیع‌کننده آن ادامه می‌یابد. این فرد دله را در دست چپ و فنجان ویژه قهوه خوری (که فنجانی بدون دسته‌است و فنیان خوانده می‌شود) را در دست راست گرفته، از سمت راست مجلس شروع به سرو قهوه می‌کنند، اگر در این مجلس سیدی وجود داشته باشد ابتدا از وی پذیرایی آغاز می‌شود و در غیر این صورت این مراسم از ریش سفید مجلس آغاز می‌شود و از سمت راستش قهوه دادن ادامه داده می‌شود. در مقابل شخصی که فنجان را از میزبان می‌گیرد جزء آداب و رسوم است که فنجان را با دست راستش دریافت کند. اگر فنجان را با دست چپ دریافت کند نوعی بی‌احترامی به آداب و رسوم است. قهوه‌ای که از دله در فنجان ریخته می‌شود مقدارش بسیار کم، غلیظ و تلخ است و باید در انتهای ریختن قهوه و قبل از دادن فنجان به میهمان باید یک مرتبه نوک دله را به لبه فنجان قهوه کوبیده تا صدای فنجان بلند شود و پس از آن قهوه را تعارف کند. میهمان نیز پس از دریافت و نوشیدن قهوه، قبل از پس دادن فنجان خالی، باید دستش را یک مرتبه تکان داده، این تکان دادن به معنای آن است که دیگر کافی است و قهوه نمی‌نوشم. سپس میزبان سراغ نفر سمت راستی میهمان می‌رود و همین روند را تا انتها ادامه می‌دهد. مردم عرب برای این آداب و رسوم حساسیت به خرج می‌دهند و آن را قابل احترام می‌شمرند.
این قهوه دادن همواره به همراه قوانینش در بیشتر مراسم‌های رسمی و غیررسمی به خصوص در مراسم خواستگاری، مهمانی‌های رسمی من‌جمله عید فطر و در مراسم سوگواری اجرا می‌شود. دله‌های قهوه، فنجان‌های ویژه و کوچکی دارند.
- لباس محلی عربهای اهواز (دشداشه)

لباس محلی عرب شاوور که دشداشه نام دارد یک پیراهن سفید بلند است که در بیشتر شهرهای خوزستان پوشیده می‌شود. از دیگر لباسهایی که همراه با دشداشه پوشیده می‌شود، بشت می‌باشد که روی دشداشه آن را می‌پوشند. هم‌چنین چفیه نام پارچه‌ای است که روی سر گذاشته و دور آن یک حلقه به نام عگال می‌گذارند که چفیه را نگه دارد.

## هنرمندان

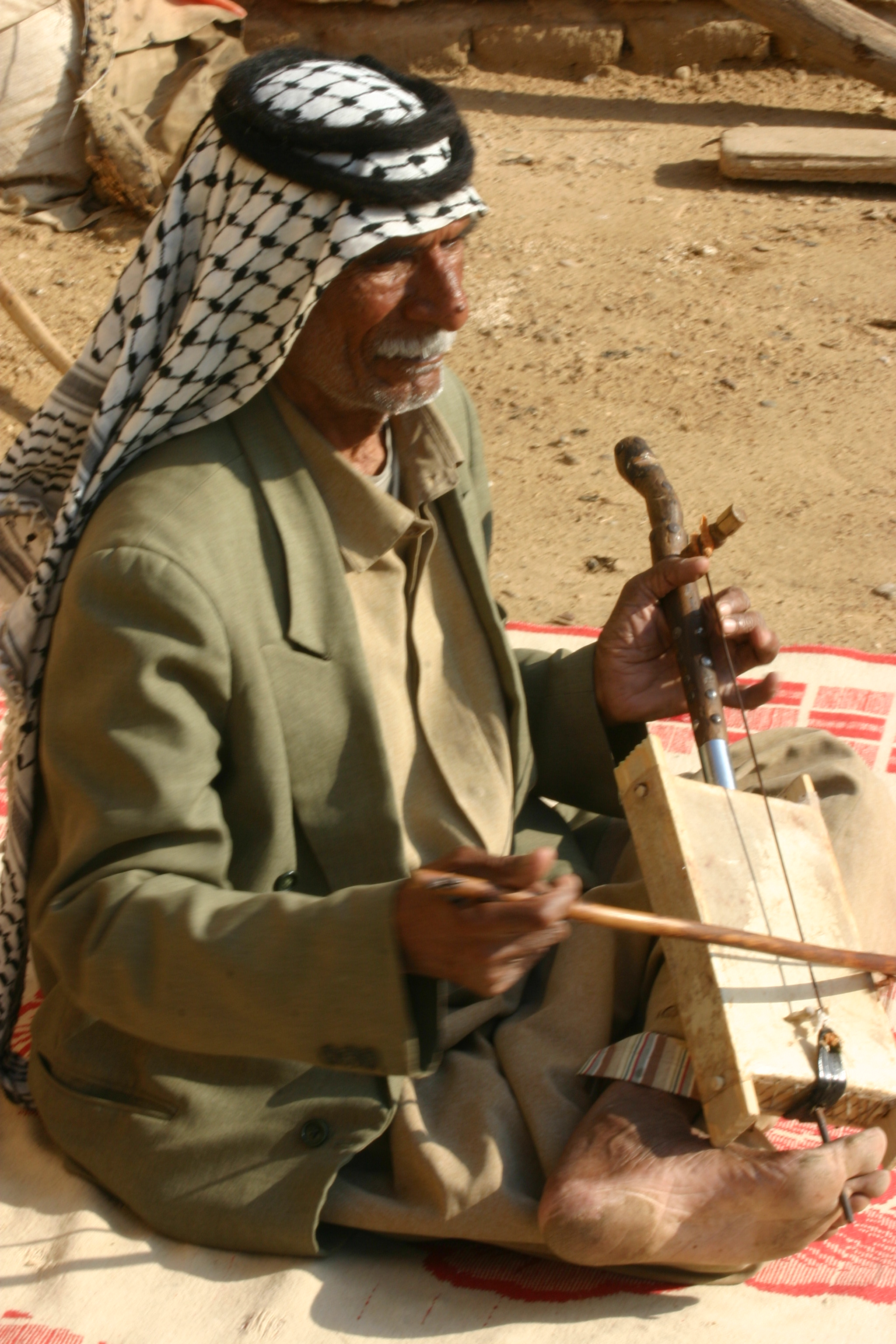
حسان اگزار

حسان اگزار چنانی زاده، نوازنده اهل منطقه شاوور تا پایان عمر در روستای میثم تمار سکونت داشت او از ۱۲ سالگی به خوانندگی و نوازندگی روی آورد که در واژگانی بومی به آن «شاعری» می‌گویند. او بیت خوان حماسی خوی و بیت خوان آل الله‌است. هنر شاعری در خانواده آنان موروثی است.

چنانی زاده نزد بزرگانی نظیر «اکران شروبه» که سبک خواندن در خوزستان را تغییر داد آموزش دید؛ و هم به «بیت‌ها» و هم به «سطور» آشنایی کامل داشت و آوازهای آمودرگذشت. چنانی زاده که شامگاه یکشنبه نهم اسفند در سالن اندیشه تهران حوزه‌هنری و در بخش ذکر و ذاکرین و مولودی آخرین اجرای زندگی اش را در بیست و پنجمین جشنواره موسیقی فجر انجام داد در سن ۷۵ سالگی فوت کرد.

ایمانی خوشخو، معاون امور هنری وزارت فرهنگ و ارشاد اسلامی وقت نیز در پیامی، درگذشت حسان اگزار چنانی‌زاده هنرمند موسیقی نواحی را تسلیت گفت. هم‌چنین محمدعلی خیری، دبیر بیست و پنجمین جشنواره بین‌المللی موسیقی فجر نیز در پیامی جداگانه تسلیت خود را به اهالی خوزستان رساند.

## امکانات آموزشی
کتابخانه کوثر، کتابخانه با مساحت ۷۱۰ مترمربع و زیر بنای ۲۷۰ متر مربع ساخته و از سالن‌های مجزا مطالعه پسران و دختران، نماز خانه، مخزن کتاب، اتاق اداری و دیگر ملزومات برخوردار است.

### آلودگی هوا
پدیده گرد و خاک مردم شهرهای اندیمشک، شوش، دزفول، الوان، شاوور، صفی‌آباد و دیگر مناطق شمالی خوزستان در روزهای خاکی با استفاده از ماسک به انجام امور روزمره خود می‌پردازند؛ ضمن اینکه وقوع این پدیده در ماه رمضان و روزه داری مردم این شهرها و گرمای شدید منطقه مشکلات این پدیده تشدید شده‌است.

## زیارتگاه
آرامگاه عباس موسوی در روستای عبدالخان پایین بخش مرکزی شهرستان کرخه در کنار جاده اهواز - شوش قرار دارد. این زیارتگاه در زمینی حدود یک هکتار بنا شده‌است. ساختمان آن از زمان درگذشت عباس(۱۳۴۵ ه‍.ش) آغاز گردیده و در سال ۱۳۷۲ ه‍.ش به پایان رسید.
عباس موسوی فرزند فرج در حدود سال ۱۲۷۵ ه‍.ش متولد شده‌است.

## تقسیمات کشوری
- بخش شاوور
  - دهستان کرخا
  - دهستان شاوور

شهر: شاوور

## جمعیت
بر پایه سرشماری عمومی نفوس و مسکن در سال ۱۳۹۵، جمعیت بخش شاوور برابر با ۲۳٬۳۲۲ نفر بوده‌است.